# Капитан морского порта
Капитан морского порта является должностным лицом, возглавляет службу капитана морского порта, входящую в состав администрации морских портов, непосредственно подчиняется Росморречфлоту, а полномочия капитана морского порта распространяются на территорию и акваторию морского порта и на подходы к морскому порту, включая внутренние и внешние рейды, а также на портовые гидротехнические сооружения, морские терминалы морского порта. Капитан морского порта осуществляет государственный контроль (надзор) в целях обеспечения соблюдения в морском порту требований, установленных в соответствии с международными договорами Российской Федерации, федеральными законами и иными нормативными правовыми актами Российской Федерации в области торгового мореплавания. Стоит также отметить, что функции капитана морского порта осуществляются им лично либо по его поручению должностными лицами службы капитана морского порта, а руководитель администрации морских портов не вправе вмешиваться в деятельность капитана морского порта и должностных лиц службы капитана морского порта при осуществлении ими функций капитана морского порта. Капитан морского порта осуществляет возложенные на него административно-властные полномочия в морском порту и действует в соответствии с положением о капитане морского порта, утвержденным Минтрансом России. Капитан морского порта назначается на должность и освобождается от должности Росморречфлотом по согласованию с Минтрансом России сроком не более трех лет. Капитан морского порта осуществляет административно - юрисдикционную деятельность в соответствии с законодательством Российской федерации.

## См также
- Капитан порта